# 宮澤亜理沙
宮澤 亜理沙（みやざわ ありさ、1987年〈昭和62年〉12月12日 - ）は、日本の元女優、モデル。東京都出身。元オフィスジュニア所属。

## 略歴
小学校の時は、演劇クラブに所属していた。小学5年生の頃に、現在の所属事務所からアプローチを受け、中学2年の時に正式に所属するまでにもオーディションを受けている。映画『学校の怪談』シリーズのファンで、一般公募のオーディションに応募したが、最終審査で落選した。
2001年、小学館グループの家庭教師『Dash』のCMでデビュー。2002年から2003年まで雑誌「ラブベリー」でモデルを務める。
2004年、特撮ドラマ『仮面ライダー剣』に出演。仮面ライダーレンゲル・上城睦月（演・北条隆博）の恋人役を演じる。ドラマの仕事では、初めてオーディションで勝ち取った仕事であり、その結果は兄の誕生日（3月15日）に報告された。

## 人物
同い年の従兄弟の影響で、小学5年生の時から極真空手を習い始めた。相当の負けず嫌いで、初めての昇級試験の際に同時入門の友人が飛び級した事を受け、猛練習の末に自身も飛び級を果たす。

## 出演

### テレビドラマ
- 白い巨塔 第15話（2004年2月5日、フジテレビ） - 美香 役
- 仮面ライダー剣 第15話 - 最終話（2004年5月2日 - 2005年1月23日、テレビ朝日） - 山中望美 役

### 映画
- ゴジラ FINAL WARS（2004年12月4日、東宝） - X星人コスプレの若者 役

### CM
- 小学館グループDash（2001年）

### 雑誌連載
- ラブベリー（2002年 - 2003年、徳間書店）